# غيناس بطريرك الإسكندرية
غيناس كان بطريرك الإسكندرية للروم الأرثوذكس لمدة ثلاثة أشهر في 535.
بعد وفاة البطريرك تيموثاوس الرابع في 7 فبراير 535 ،  كانت هناك انتخابات مزدوجة لملء البطريركية الشاغرة. كان الحزبان الرئيسيان في الإسكندرية في ذلك الوقت هما السيفيرانس ، وهم من أتباع ساويرس الأنطاكي ، والجوليانيون وهم من أتباع جوليان أسقف هاليكارناسوس . الحزب الأول انتخب الشماس ثيودوسيوس بينما انتخب الحزب الثاني غيناس ، الذي كان رئيس الشمامسة في عهد تيموثاوس الرابع. وفقًا لليونتيوس البيزنطي ، «كان أقطاب المدينة مع ثيودوسيوس ؛ والشعب مع غيناس.» 
تم تكريس البطاركة المتنافسين في نفس اليوم ، 9 فبراير وتم تنفيذ تكريس غيناس بواسطة جوليان أسقف هاليكارناسوس.  أجبرت موجة الدعم الشعبي لغيناس ثيودوسيوس على الذهاب إلى المنفى حتى قبل الاحتفال بجنازة تيموثاوس الرابع ، وفقًا لما ذكره ليونتيوس.  وفقًا لـ زكريا ريتور ، تمكن غيناس من الحفاظ على منصبه لمدة ثلاثة أشهر. ليبيراتوس القرطاج منحه 103 أيام قبل أن ينتهي حكمه في 23 أو 25 مايو. 
تم إرسال نارسيس (مبعوث إمبراطوري) للتحقيق في الانتخابات المتنازع عليها. حكم لصالح ثيودوسيوس ونفي غيناس إلى قرطاج ، طبقا لما قاله ليبيراتوس ، أو نفي من قبل القضاة طبقا لما قاله ميخائيل السرياني الذي كتب ذلك بعد عدة قرون ، أدت أعمال الشغب التي أعقبت نفي غيناس إلى مقتل 3000 شخص. 
عاد ثيودوسيوس إلى المدينة بعد شهرين ، في أواخر يوليو.  نارسيس ، الذي كان لديه 6000 جندي تحت قيادته في مصر ، اضطر لترك 2000 في الإسكندرية لحماية ثيودوسيوس. 
يؤكد كتاب تاريخ بطاركة الإسكندرية أن غيناس وثيودوسيوس تصالحوا في النهاية ، لكن هذا يبدو غير مرجح في ضوء استمرار أتباع لغيناس في الإسكندرية. تم نقل غيناس لاحقًا إلى سردينيا ، حيث توفي هناك.  